# Грищинецька сільська рада
Грищине́цька сільська́ ра́да — адміністративно-територіальна одиниця та орган місцевого самоврядування в Канівському районі Черкаської області. Адміністративний центр — село Грищинці.

## Населені пункти
Сільській раді підпорядковані населені пункти:
- с. Грищинці

## Історія
До 25 травня 1978 року територія сільради була частиною Тростянецької сільради, але із збільшенням села Грищинці та його значення, центр був перенесений. В 1995 році Грищинецька сільська рада була розділена на 3 частини: Грищинецьку, Курилівську та Тростянецьку сільради.

## Загальні відомості
На півночі рада межує із Пшеничницькою, на сході — з Бобрицькою, на півдні — з Тростянецькою, південному заході — із Курилівською, на заході та північному заході — з Потапцівською сільрадами.
Населення сільради — 652 особи (2009; 644 особи в 2001).
Майже вся територія сільради, окрім східної частини, вкрита лісовими масивами, які зростають на ярах. За переказами, саме в цих ярах та лісах. в урочищі Городище, знаходились табори гайдамаків, які звідси робили свої напади на польську шляхту та українських панів.
Через село проходить асфальтована автодорога Канів-Пії, а також тут починається відгалуження до села Григорівка.

## Склад ради
Рада складається з 14 депутатів та голови.
- Голова ради: Письмак Людмила Миколаївна
- Секретар ради: Пустовіт Ольга Миколаївна

### Керівний склад попередніх скликань
| Прізвище, ім'я, по батькові | Основні відомості                                                                       | Дата обрання | Дата звільнення |
| --------------------------- | --------------------------------------------------------------------------------------- | ------------ | --------------- |
| Письмак Людмила Миколаївна  | Сільський голова, 1961 року народження, освіта середня спеціальна                       | 26.03.2006   | 31.10.2010      |
| Письмак Людмила Миколаївна  | Сільський голова, 1961 року народження, освіта середня спеціальна, член Партії регіонів | 31.10.2010   |                 |

Примітка: таблиця складена за даними сайту Верховної Ради України

### Депутати
За результатами місцевих виборів 2010 року депутатами ради стали:

#### За суб'єктами висування
| Суб'єкт висування | Кількість обраних депутатів | %   |
| ----------------- | --------------------------- | --- |
| Самовисування     | 14                          | 100 |

#### За округами
| № округу | Прізвище, ім'я, по батькові   | Дата визнання обраним | Освіта             | Партійна приналежність             | Відомості про обраного депутата                      |
| -------- | ----------------------------- | --------------------- | ------------------ | ---------------------------------- | ---------------------------------------------------- |
| 1        | Пустовіт Ольга Миколаївна     | 05.11.2010            | середня спеціальна | член Партії регіонів               | Грищинецька сільська рада, секретар                  |
| 2        | Царкозенко Ірина Анатоліївна  | 05.11.2010            | середня спеціальна | член Партії регіонів               | Грищинецька сільська рада, бухгалтер                 |
| 3        | Штефан Олена Василівна        | 05.11.2010            | вища               | член Партії регіонів               | ЦРЛ, бухгалтер                                       |
| 4        | Письмак Олексій Михайлович    | 05.11.2010            | вища               | член Української Народної Партії   | Грищинецький навчально-виховний комплекс, директор   |
| 5        | Пісьмак Наталія Іванівна      | 05.11.2010            | середня спеціальна | член Партії регіонів               | Грищинецький сільський будинок культури, завідувачка |
| 6        | Кирилець Дмитро Іванович      | 05.11.2010            | середня спеціальна | позапартійний                      | Грищинецький навчально-виховний комплекс, кочегар    |
| 7        | Письмак Володимир Дмитрович   | 05.11.2010            | середня спеціальна | член Соціалістичної партії України | пенсіонер                                            |
| 8        | Міхневич Анатолій Михайлович  | 05.11.2010            | вища               | позапартійний                      | приватний підприємець                                |
| 9        | Порожня Ірина Іванівна        | 05.11.2010            | вища               | член Партії регіонів               | Грищинецький навчально-виховний комплекс, вчитель    |
| 10       | Романюк Сергій Дмитрович      | 05.11.2010            | середня спеціальна | позапартійний                      | Грищинецький навчально-виховний комплекс, сторож     |
| 11       | Білецька Галина Вікторівна    | 05.11.2010            | середня            | позапартійна                       | ТВБВ 3284/012 с. Грищинці, контролер                 |
| 12       | Бугай Ірина Степанівна        | 05.11.2010            | середня            | позапартійна                       | пенсіонер                                            |
| 13       | Гончаренко Валерій Андрійович | 05.11.2010            | середня спеціальна | позапартійний                      | тимчасово не працює                                  |
| 14       | Білан Любов Павлівна          | 05.11.2010            | середня            | член Партії регіонів               | пенсіонер                                            |